# Portrait d'une femme de l'époque théodosienne
Portrait d'une femme de l'époque théodosienne est une sculpture byzantine conservée au musée Saint-Raymond de Toulouse datée de la fin du IVe ou du début du Ve siècle.

## Historique de l'œuvre
Cette tête en marbre de Saint-Béat provient du site de la villa romaine de Chiragan où elle a été trouvée entre 1826 et 1828, date à laquelle elle commence à apparaître sur les catalogues d'inventaire du musée de Toulouse rédigés par Alexandre Du Mège. Elle est le témoignage du maintien de l'activité et de l'importance de la villa dans l'antiquité tardive ainsi que des relations artistiques entre l'Empire romain d'Orient et l'Empire romain d'Occident séparés à la mort du roi Théodose Ier en 395. Elle est exposée au premier étage du musée sous le numéro d'inventaire Ra 82.

## Description
L'identité du modèle demeure inconnue, mais on peut supposer qu'il s'agit d'un portrait officiel d'une personnalité importante très probablement proche du milieu impérial. Certains l'ont identifiée comme étant la représentation de l'impératrice Galla Placidia, la fille de Théodose Ier, mais rien ne permet de l'affirmer.
Elle a toujours intrigué les conservateurs qui successivement ont souligné son étrangeté (Du Mège), son traitement grossier (Ernest Roschach) et l'asymétrie de sa coiffure curieuse (François Gauzi) tout en lui vouant une certaine fascination pour ses lignes équilibrées et la modernité de ses volumes.
Elle diffère en effet des modèles gréco-romains et ne ressemble à aucun type connu jusqu'alors. La stylisation des traits, les pommettes et menton saillants et les arcades sourcilières marquées correspondent au style byzantin. La coiffure constitue l'élément le plus frappant de la sculpture par son volume et son aspect dissymétrique. Les cheveux du modèle sont enroulés et attachés sous un voile-turban épais qui les recouvre presque entièrement, laissant seulement apparaitre les cheveux au sommet du front et sous les oreilles.
C'est en 1968 que le rapprochement fait par Elisabeth Alfödi-Rosenbaum avec le Marble Portrait Bust of a Woman with a Scroll acquis en 1966 par le Metropolitan Museum of Art  a permis de la dater du IVe siècle, période à laquelle apparaît ce type de coiffure.

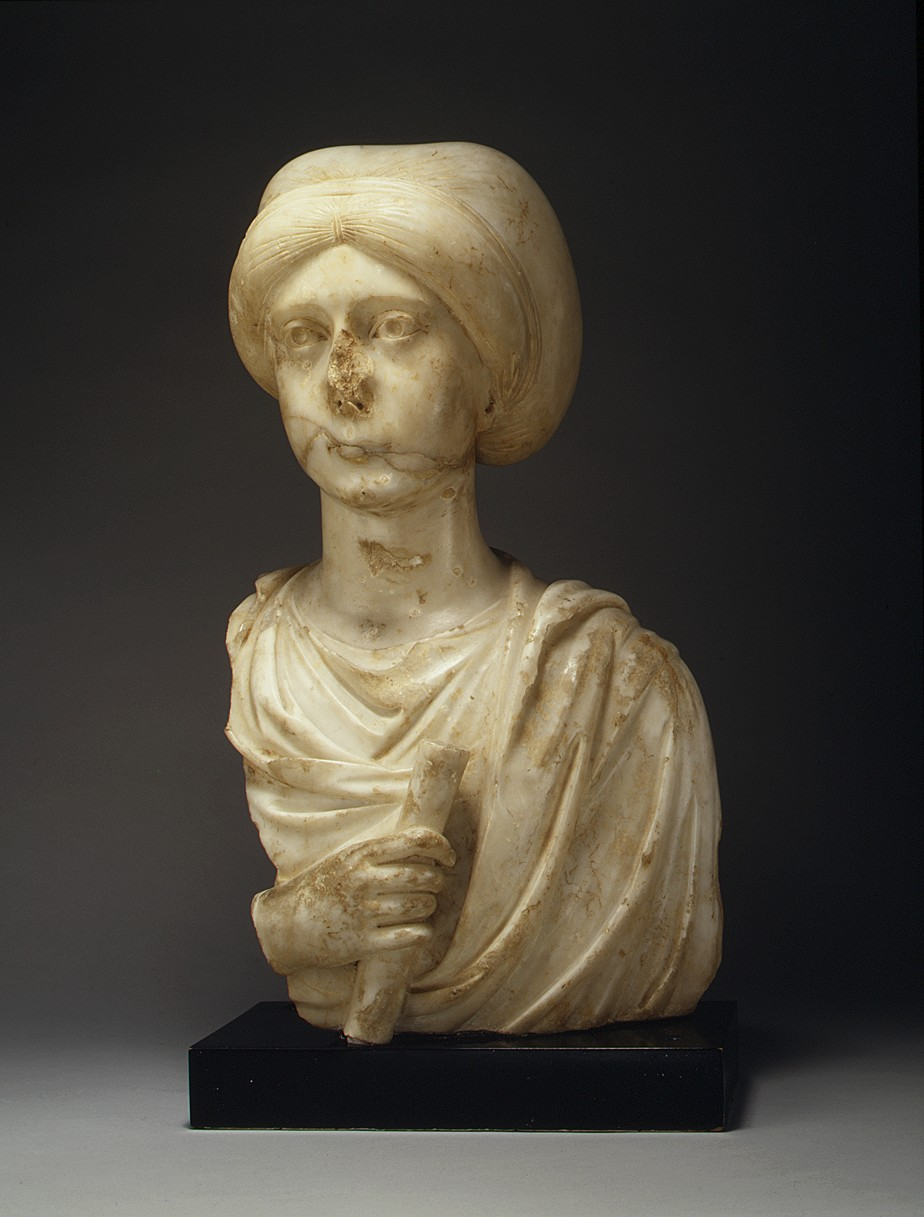
Bust of a Woman with a Scroll, Metropolitan museum of art

« La seule certitude que nous ayons est que nous sommes en présence d'une des pièces maîtresses de la sculpture de tête de l'époque théodosienne »

— Elisabeth Alföldi-Rosenbaum, Une tête de femme à Toulouse, Metropolitan Museum Journal, 1968

## Expositions
- Périple méditerranéen. Antiquités d'Afrique du Nord et du Moyen-Orient, Musée Saint-Raymond, Toulouse, 28 novembre 2003-4 avril 2004 (n°364)